# Lago Jack London
Il lago Jack London (in russo озеро Джека Лондона?) è un lago d'acqua dolce della Siberia Orientale che si trova tra i Monti Čerskij. Dal punto di vista amministrativo si trova nell'Jagodninskij rajon dell'Oblast' di Magadan, in Russia.

## Geografia
Il lago, che ha una lunghezza di 10 km e una larghezza di 1-2 km, ha una superficie di 14,4 km².
Si trova a un'altezza di 803 m s.l.m. e la sua profondità massima raggiunge i 50 metri. Diversi corsi d'acqua alimentano il lago, tra cui il fiume Purga, emissario è il fiume Kjuel'-Sien, affluente di sinistra della Kolyma, che sfocia nel suo bacino idrico (Колымское водохранилище). Il lago si trova nella zona pedemontana orientale dei monti Bol'šoj Anngačak nella parte più meridionale del sistema dei Čerskij.
Il lago congela da metà ottobre a fine maggio. Fino alla fine di luglio, alcuni banchi di ghiaccio galleggiano sul lago.
Ci sono molti piccoli laghi intorno al Jack London che occupano depressioni formate da morene di antichi ghiacciai. Quelli di maggiori dimensioni sono: Mečta, Anemon, Seraja Čajka, Nevidimka, Sosednee e Kudinovskie. Tutta l'area fa parte del riserva naturale «Lago Jack London» (Природный парк «Озеро Джека Лондона»).

## Isole
Ci sono 4 isole sul lago. L'isola centrale, la più piccola, divide il lago in due parti. Sull'isola di Vera, situata nella parte settentrionale del lago, c'è una stazione meteorologica.